# 中部学生アイスホッケー選手権大会
中部学生アイスホッケー選手権大会（ちゅうぶがくせい - せんしゅけんたいかい）は中部地方に所在する大学のアイスホッケー部が参加するリーグ戦である。愛知県アイスホッケー連盟が運営している。

## 概要
中部学生アイスホッケー選手権大会は6大学アイスホッケー部による総当り方式で行われる。優勝した大学は中部地方代表として日本学生氷上競技選手権大会に出場する。

## 参加大学
- 愛知医科大学
- 愛知学院大学
- 中京大学
- 名古屋大学
- 名古屋工業大学
- 南山大学

## 以前参加していた大学
- 愛知大学
- 愛知教育大学